# Queen's Club Championships 2009

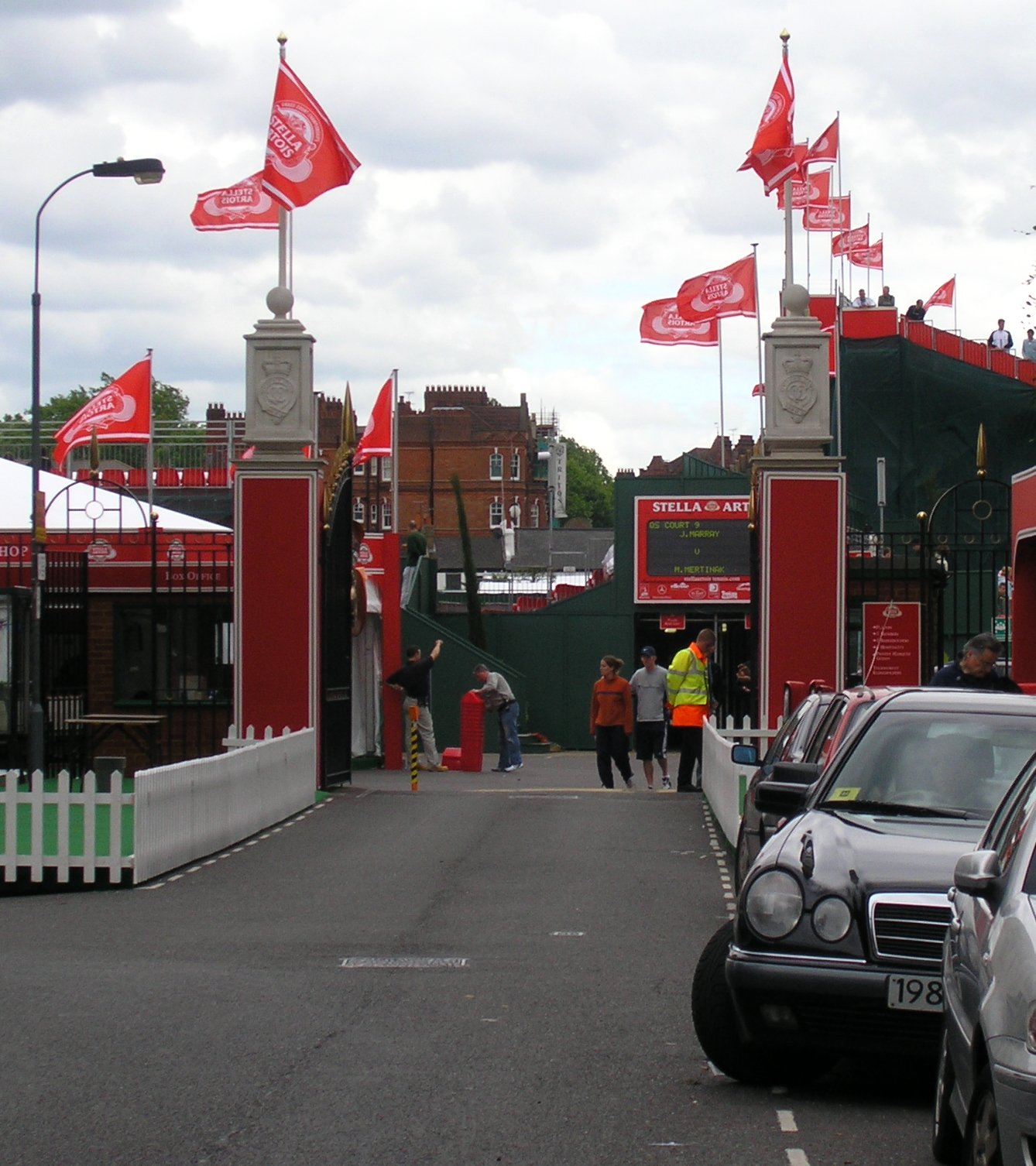
Il Queen's club, dove si giocano i Queen's Club Championships

I Queen's Club Championships 2009, noti anche come AEGON Championships per motivi di sponsorizzazione, sono stati un torneo di tennis disputato su campi d'erba, facente parte delle ATP World Tour 250 series nell'ambito dell'ATP World Tour 2009. Si è giocato nell'impianto del Queen's Club a Londra in Inghilterra, dall'8 al 14 giugno 2009.

## Sommario
Il detentore del titolo Rafael Nadal non ha potuto partecipare a causa di un infortunio al ginocchio.

### 8 giugno
Al 1º turno Fabio Fognini è stato eliminato, perdendo 6-3 7-6, da Kevin Anderson.

Andreas Seppi ha battuto Robby Ginepri,5-7 7-6 6-3.

Lleyton Hewitt ha battuto Eduardo Schwank 6-1, 6-0.

### 9 giugno
Andy Roddick ha battuto Kristof Vliegen 6-1 6-4 ed è passato al 3º turno.

Gaël Monfils, testa di serie n° 4, ha battuto Andrej Golubev ,6-3 3-6 7–6(5), passando al 3º turno.

### 10 giugno
Andy Murray ha battuto Andreas Seppi 6-1 6-4.

### 11 giugno
Andy Murray ha battuto Guillermo García López 6-4 6-4.

Andy Roddick ha battuto Lleyton Hewitt 7–6(2) 7–6(4), accedendo ai quarti.

Gilles Simon, testa di serie n°3, è stato battuto da Južnyj 6-1, 2-6, 6-2.

### 12 giugno
Andy Murray ha battuto Mardy Fish 7-5 6-3, accedendo alle semifinali.

Gli americani Andy Roddick e James Blake sono approdati in semifinale;Roddick ha battuto Ivo Karlović 7–6(4) 7–6(5),
Blake il russo Michail Južnyj 7–6(5) 6-3.

### 13 giugno
Nella semifinale della parte alta del tabellone, Andy Murray ha battuto lo spagnolo Juan Carlos Ferrero 6-2 6-4 accedendo alla finale.

Nella semifinale della parte bassa del tabellone James Blake è passato direttamente in finale approfittando dell'infortunio ad una caviglia di Andy Roddick.

### 14 giugno
Il titolo del singolare è andato a Andy Murray che ha battuto in finale James Blake 7-5,6-4.

Il titolo del doppio è andato alla coppia formata da Wesley Moodie e Michail Južnyj che hanno battuto Marcelo Melo e André Sá 6–4, 4–6, 10–6.

## Partecipanti
|  |  |  |  |

### Teste di serie
| Giocatore              | Nazionalità | Ranking* | testa di serie |
| ---------------------- | ----------- | -------- | -------------- |
| Andy Murray            | Regno Unito | 3        | 1              |
| Andy Roddick           | USA         | 6        | 2              |
| Gilles Simon           | Francia     | 7        | 3              |
| Gaël Monfils           | Francia     | 10       | 4              |
| Marin Čilić            | Croazia     | 13       | 5              |
| James Blake            | USA         | 16       | 6              |
| Marat Safin            | Russia      | 22       | 7              |
| Mardy Fish             | USA         | 24       | 8              |
| Ivo Karlović           | Croazia     | 28       | 9              |
| Feliciano López        | Spagna      | 30       | 10             |
| Paul-Henri Mathieu     | Francia     | 35       | 11             |
| Jérémy Chardy          | Francia     | 39       | 12             |
| Ernests Gulbis         | Lettonia    | 40       | 13             |
| Michail Južnyj         | Russia      | 42       | 14             |
| Lleyton Hewitt         | Australia   | 48       | 15             |
| Guillermo García López | Spagna      | 50       | 16             |

* Teste di serie basate sul ranking del 25 maggio 2009.

### Altri partecipanti
I giocatori seguenti hanno ricevuto una wild card per partecipare al torneo:
- Joshua Goodall
- Sébastien Grosjean
- James Ward
- Marcos Baghdatis
- Grigor Dimitrov

I giocatori seguenti hanno affrontato delle qualificazioni per entrare nel tabellone principale:

- Kevin Anderson
- Xavier Malisse
- Nicolas Mahut
- Serhij Stachovs'kyj

## Campioni

### Singolare
Andy Murray ha battuto in finale  James Blake, 7–5, 6–4

### Doppio
Wesley Moodie /  Michail Južnyj hanno battuto in finale  Marcelo Melo /  André Sá, 6–4, 4–6, 10–6